# کامیون حمل پول (فیلم ۲۰۰۴)
کامیون حمل پول (به انگلیسی: Cash Truck) (به فرانسوی: Le Convoyeur) فیلمی در سبک اکشن و دلهره آور محصول سال ۲۰۰۴ سینمای فرانسه به کارگردانی و نویسندگی نیکلاس بوخریف است.

## بازیگران
- آلبرت دوپنتل - الکساندر دمر
- ژان دوژاردن - ژاک
- فرانسوا برلئان - برنارد
- کلود پرورون - نیکول
- فیلیپ لودنبک - مومیایی
- نیکلا ماریه - رئیس
- ژولین بواسلیه - لا بلت
- آلبانی لنویر

## بازسازی فیلم
فیلم سینمایی خشم مردانه نسخه بازسازی‌شده همین اثر سینمایی است که در سال ۲۰۲۱ با بازی جیسون استاتهام و کارگردانی گای ریچی منتشر شد.